# Raymond Colbert
Pour les articles homonymes, voir Colbert.
Raymond Colbert, né le 20 août 1918 à Sainte-Croix et mort le 3 juillet 2009, est un animateur et producteur radiophonique suisse.

## Biographie
Originaire de Goumoens-la-Ville, dans le canton de Vaud, il naît dans une famille où l'on surveille la fabrication des harmonicas et des boîtes à musiques. Il déménage à Lausanne et y effectue des études commerciales.
Dès l'âge de 15 ans, passionné de théâtre, il entame une carrière de comédien. En 1935, il est remarqué par le directeur de la radio et entre dans l'équipe de théâtre radiophonique. où l'attendent près de 600 rôles en moins de quatre ans. Passionné d'anglais et fortement imprégné d'américanisme, sa passion du cinéma et du jazz l'aménent à imposer son style dans le paysage radiophonique.
De comédien, il devient assistant metteur en onde puis réalisateur et speaker. Pendant la Seconde Guerre mondiale, il est même l'une des deux voix officielles de la radio suisse. À travers Ciné-magazine puis Hollywood sur les ondes, il introduit en douceur le jazz sur les ondes, et fait ainsi œuvre de pionnier. Il anime aussi la première émission francophone de disc jockey[réf. nécessaire], qui deviendra De film en aiguille puis Swing sérénade pendant plus de 35 ans.
À côté du jazz, il s'engage du côté du divertissement, avec Jouez avec nous ou L'École buissonnière, ainsi que dans le domaine de la variété. En 1956, il prend la direction du second programme de la Radio suisse romande. À l'époque yéyé, il crée Bonjour les jeunes puis Nous les jeunes, suivant en cela la vogue radiophonique que lance Salut les copains, émission créée sur Europe 1 par Daniel Filipacchi. Viennent ensuite entre autres La grande chance, Disc-o-matic, Entrez dans la danse ou encore Fêtes comme chez vous.
Il fait finalement ses adieux à la radio en 1983,.

## Émissions radiophoniques
- Le cas Jean-René de Valère de Jacques Aeschlimann (1944)
- Ciné-magazine
- Hollywood sur les ondes
- De film en aiguille
- Swing sérénade
- Jouez avec nous
- L'École buissonnière
- Bonjour les jeunes
- La grande chance avec Michel Dénériaz
- Disc-o-matic
- Entrez dans la danse
- Fêtes comme chez vous